# الناقورة (لبنان)
الناقورة بلدة لبنانية ساحلية من قضاء صور في محافظة الجنوب. تضم الناقورة مركز القيادة لقوات اليونيفل. كانت البلدة كسائر قرى الشريط الحدودي خاضعة للاحتلال الإسرائيلي حتى تم تحريرها في أيار من العام 2000.
تبعد البلدة عن العاصمة بيروت 103 كلم، ويبلغ ارتفاعها عن سطح البحر 60 م. تقع في أقصى الجنوب اللبناني على الحدود مع فلسطين المحتلة ويقع شمالها بلدة المنصوري ومن الشرق بلدتي علما الشعب وطير حرفا ومن الغرب البحر الأبيض المتوسط.
تشتهر البلدة بشاطئها الصخري الممتد في البحر يسمى رأس الناقورة. وأقيمت بالجانب الإسرائيلي بعض المعالم السياحية لوجود الأنفاق المائية الطبيعية. ويعتبر الصيد بالإضافة إلى الزراعة من أهم المصادر الاقتصادية في البلدة. من أهم عائلاتها (جهير) مهدي، يزبك، هاشم، الترك،الجمل، عواضة، المليجي، طاهر، يوسف، جهير، عطوي، حمزة، سبليني، الشعبي، غريب، سرور، درويش، وهبي، طعمة، المصري، غضبوبي، عبد ربه، الحسين، السيد.
وفجر الأحد 16 ديسمبر 2023، أطلق الجيش الإسرائيلي رشقات نارية من أسلحة ثقيلة على أطراف بلدة الناقورة في جبلي العلام والناقورة.